# Ropesville, Texas
Ropesville là một thành phố thuộc quận Hockley, tiểu bang Texas, Hoa Kỳ. Năm 2010, dân số của xã này là 434 người.

## Dân số
- Dân số năm 2000: 517 người.
- Dân số năm 2010: 434 người.